# Wilhelm Pückert
Wilhelm Pückert (* 2. Januar 1830 in Leipzig; † 13. September 1897 ebenda) war ein deutscher Historiker und Bibliothekar. Er war von 1867 bis 1897 Professor der Geschichte an der Universität Leipzig.

## Leben
Nach dem Besuch des Gymnasiums studierte Pückert Geschichte an den Universitäten in Leipzig, Berlin und Jena. Einer seiner Professoren war Johann Gustav Droysen der ihn tief beeindruckte. 1859 promovierte er an der Universität Leipzig mit der Dissertation Die kurfürstliche Neutralität während des Basler Concils. Ein Beitrag zur deutschen Geschichte 1438–1448 zum Dr. phil. Die Monographie wurde schon 1858 veröffentlicht und erschien 1982 erneut als Reprint. Für einige Zeit übernahm er ein Lehramt an der Kreuzschule in Dresden, wo er sich für seine weitere akademische Laufbahn vorbereitete.
1862 habilitierte er sich an der Leipziger Universität mit der Habilitationsschrift Das Münzwesen Sachsens 1518–1545 nach handschriftlichen Quellen als Privatdozent. Bereits 1859 wurde ihm, zunächst als Assistent und später als Kustos, eine Stelle an der Universitätsbibliothek Leipzig übertragen, die er bis 1869 ausübte. 1867 erhielt Pückert eine außerordentliche Professur für Geschichte an der Philosophischen Fakultät der Universität Leipzig. Über 30 Jahre, bis zu seinem Tod, lehrte er als Professor an der Leipziger Hochschule.
1880 veröffentlichte er Wie wurden Dom und Domkapitel zu Meissen dem Augsburgischen Bekenntnis gewonnen und gesichert? 1884 erschien seine kleinere Arbeit Die kleine Lorscher Frankenchronik (Annales Laurissenses minores), ihre verlorene Grundlage und die Annales Einharti, die in den Berichten über die Verhandlungen der Königlich-Sächsischen Gesellschaft der Wissenschaften zu Leipzig herausgegeben wurde. Als Mitautor für die Festschrift anlässlich der Deutschen Historikertage in Leipzig 1894 schrieb er Die Klöster und Chorherrenstifte in der Reichsteilungsakte von Meersen (870). In seinen letzten Jahren beschäftigte sich Pückert intensiv mit der mittelalterlichen Kloster- und Ordensgeschichte. Ein Ergebnis dieser Forschung war das Werk Anione und Gellone. Diplomatisch-kritische Untersuchungen zur Geschichte der Reformen des Benediktinerordens im IX. und X. Jahrhundert das 1899 erschien und dessen Veröffentlichung er nicht mehr erlebte. Es wurde aus seinem schriftlichen Nachlass zusammengestellt.
Wilhelm Pückert blieb unverheiratet. Er starb am 13. September 1897, im Alter von 67 Jahren, in seiner Heimatstadt Leipzig und wurde im Erbbegräbnis der Familie Pückert (Nr. 111) in der VIII. Abteilung des Neuen Johannisfriedhofs beerdigt. 
Er war von 1874 bis 1883 Sektionsvorsitzender der Sektion Leipzig des Deutschen und Österreichischen Alpenvereins (DuOeAV).

## Veröffentlichungen (Auswahl)
- Die kurfürstliche Neutralität während des Basler Concils. Ein Beitrag zur deutschen Geschichte von 1438–1448. (Dissertationsschrift) Leipzig 1858.
- Das Münzwesen Sachsens 1518–1545. Nach handschriftlichen Quellen. (Habilitationsschrift) Leipzig 1862.
- Wie wurden Dom und Domkapitel zu Meissen dem Augsburgischen Bekenntnis gewonnen und gesichert? Leipzig 1880.
- Die kleine Lorscher Frankenchronik (Annales Laurissenses minores), ihre verlorene Grundlage und die Annales Einharti. Leipzig 1884.
- Die sogenannte Notitia (Constitutio Hludovici Pii) de servitio monasteriorum. Leipzig 1890.
- Die Klöster und Chorherrenstifte in der Reichsteilungsakte von Meersen (870). Leipzig 1894.
- Aniane und Gellone. Diplomatisch-kritische Untersuchungen zur Geschichte der Reformen des Benediktinerordens im IX. und X. Jahrhundert. (postum) Leipzig 1899.